# Православие в Исландии
Правосла́вие в Исла́ндии (исл. Rétttrúnaðarkirkjan á Íslandi) — динамично развивающаяся на территории Исландии христианская деноминация. Представлена в стране четырьмя православными патриархатами: Константинопольским, Московским, Сербским и Румынским.
Численность православных на конец 2013 г. составила более 900 человек, что составляет 0,28 % от численности населения страны.

## История
Исландия официально приняла христианство в 999 году, ещё до раскола 1054 года.
Первая православная служба в Исландии была совершена только в 1986 году. В Рейкьявике проходило одно из совещаний православно-лютеранского диалога; именно его участники (с православной стороны) отслужили вечерню.

### Московский патриархат
В 1995 году митрополит Волоколамский и Юрьевский Питирим (Нечаев) совершил в Рейкьявике первую Божественную литургию и Таинство Крещения.
В 2001 году по ходатайству представителя Русской Православной Церкви в Германии архиепископа Клинского Лонгина (Талыпина) решением Священного Синода Русской православной церкви был открыт Ставропигиальный Приход во имя святителя Николая Русской Православной Церкви (Московского Патриархата) в Рейкьявике (Исландия). Настоятелем назначен сотрудник ОВЦС МП священник Тимофей Золотуский. Начиная с 2005 года в домовом храме стали совершаться регулярные богослужения. За это время численность прихожан выросла с 97 до более 600 человек.
При поддержке Посольства России и решению Городского совета Рейкьявика приходской общине был выделен участок под строительство культурно-духовного центра для русскоязычных граждан, центром которого должен стать первый в Исландии православный храм. 29 апреля 2011 года был подписан документ об аренде участка, а 12 мая архиепископ Егорьевский Марк (Головков) в присутствии президента Исландии Олафура Рагнара Гримссона, вице-спикера Государственной Думы Л. К. Слиски и Чрезвычайного и Полномочного Посла России в Исландии А. В. Цыганова совершил чин закладки первого камня. В настоящее время идет работа над архитектурным проектом и поиск благотворителей для начала строительства центра.
В 2013 году, после принятия в России закона о запрете пропаганды нетрадиционных сексуальных отношений среди несовершеннолетних, православный приход подвергся серии актов вандализма.
В 2016 году группа российских дизайнеров — Даниил Макаров, Иван Земляков и Филипп Якубчук представили проект храма и приходского дома.

### Сербский патриархат
Действующая в Исландии православная община Сербской православной церкви в честь Рождества Пресвятой Богородицы проводит богослужения раз в 1-2 месяца с приезжающим из Норвегии священнослужителем.
2 августа 2013 года епископ Британский и Скандинавский Досифей (Мотика) рукоположил для общины первого диакона Небойшу Чолича, бывшего регента православного миссионерского хора «Манассия».

### Румынский патриархат
В 2013 году для окормления румынской диаспоры в Рейкьявике был основан румынский приход.

### Константинопольский патриархат
В 2016 году, с целью учреждения в Исландии греческого прихода и попечения о греческой православной диаспоре, страну посетил митрополит Шведский и Скандинавский Клеопа (Стронгилис). Тогда же в Рейкьявике был основан греческий православный приход в честь святого апостола Варфоломея.